# فولكسهاله
Volkshalle أو فولكسهاله («قاعة الشعب»)، تسمى أيضًا Große Halle أو بروس هالي («القاعة الكبرى») أو Ruhmeshalle («قاعة المجد»)، كان مبنى ضخمًا ذا قبة ضخمة خطط له أدولف هتلر ومهندسه ألبرت شبير من أجل جرمانيا في برلين. المشروع لم يتحقق قط. كان مبنى قبة ضخمة يهدف إلى تقزيم كل هيكل آخر في المدينة، وكان من المفترض أن تتحول برلين إلى مدينة تسمى جيرمانيا، التي كان يطلق عليها لقب «عاصمة العالم» في خطط وضعها المهندس المعماري هتلر ألبرت شبير.

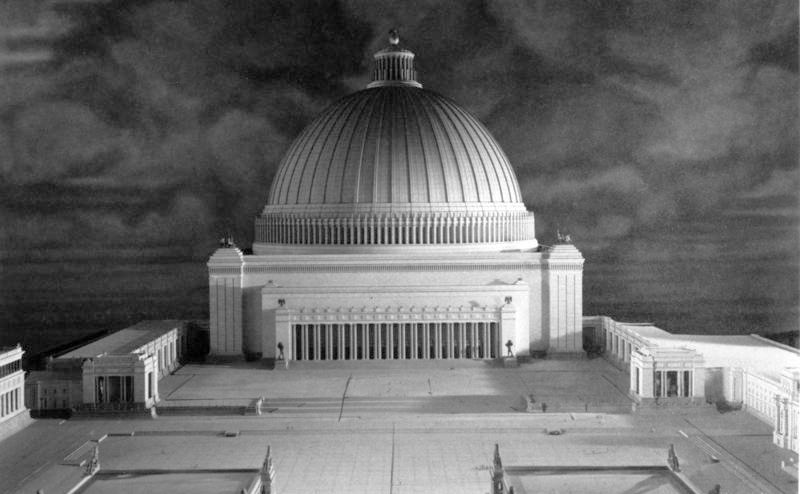
نموذج بروس هالي

كانت كلمة فولك لها صدى خاص في التفكير النازي. على المدى حركة [فولكيش]، والتي يمكن ترجمتها إلى اللغة الإنجليزية باسم «حركة الشعب» أو «حركة فولك»، مستمد من Volk ولكنه ينطوي أيضًا على مسحة عنصرية بشكل خاص.

## هتلر وبانثيون هادريان

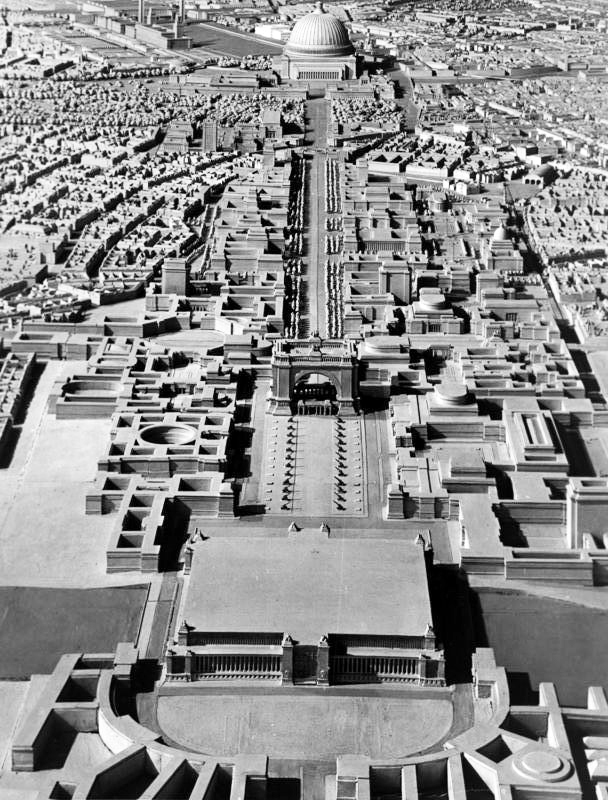
يمكن رؤية قبة Volkshalle العظيمة في الجزء العلوي من هذا النموذج لخطة هتلر لبرلين. لمقارنة الموقع، كان من الممكن أن تقع بوابة براندنبورغ في الشارع أمام فولكسهاله.

اهتمام هتلر وإعجابه بالبانثيون لفولكسهاله يعود إلى حوالي عام 1925. يسجل هيرمان جيزلر محادثة أجراها مع هتلر في شتاء 1939-1940، عندما كان هتلر يتذكر «انطباعاته الرومانية» (Römische Impressionen):
تم إحياء انطباعات هتلر عن البانثيون الروماني عندما قام في 24 يونيو 1940، بجولة في مباني مختارة في باريس، مع المهندسين المعماريين الألمان ألبرت شبير وهيرمان جيزلر وأرنو بريكر، بما في ذلك باريس بانثيون، التي يبدو أنها خيبت أمله. تم تسجيل خيبة أمله بشكل مستقل من قبل Giesler  وBreker.